# Малинівка (Дніпровський район)
Мали́нівка — село в Україні, у Солонянській селищній громаді Дніпровського району Дніпропетровської області. Населення станом на 2021 рік — 175 мешканців.

## Географія
Село Малинівка знаходиться між річками Комишувата Сура і Грушівка (6 км). На відстані 1,5 км розташовані села Гайдамацьке, Шульгівка, Рясне і селище Святовасилівка (7 км). По селу протікає висихний струмок зі ставком і греблею. Поруч проходить залізниця, є зупинка. Станція Рясна за 6 км.

## Населення

### Мова
Розподіл населення за рідною мовою за даними перепису 2001 року:
| Мова       | Відсоток |
| ---------- | -------- |
| українська | 97,3 %   |
| російська  | 2,7 %    |